# José Muñoz del Castillo
José Muñoz del Castillo (Granada, 1850 – Madrid, 30 de gener de 1926) fou un químic espanyol, acadèmic de la Reial Acadèmia de Ciències Exactes, Físiques i Naturals.

## Biografia
Doctor en química i farmàcia, en 1869 obté, per oposició, la càtedra d'elements de Física i Química de l'Institut Provincial de Segon Ensenyament de Logronyo. Alhora va dirigir la revista Las Vides Americanas i va establir el primer viver de ceps d'origen americà. El 1878 va fer conferències divulgatives sobre la fil·loxera i en 1880 va assistir com a delegat del Ministeri de Foment d'Espanya al Congrés Internacional Fil·loxèric de Saragossa.
En 1881 cessa del càrrec a l'Institut quan aconsegueix la càtedra d'ampliació de física a la Universitat de Saragossa, on impulsarà la creació de l'Observatori Meteorològic. Alhora, en 1886 va proposar la creació d'una Acadèmia de Ciències de Saragossa, projecte que no quallaria fins a 1914. En 1887 va obtenir la càtedra de mecànica química de la Universitat Central de Madrid, d'on el 1904 va dirigir el Laboratori de Radioactivitat. Es va dedicar a estudiar la radioactivitat de les aigües minerals. El desembre de 1899 fou elegit acadèmic de la Reial Acadèmia de Ciències Exactes, Físiques i Naturals, ingressant el 1901 amb el discurs Estequiología o Química de los cuerpos simples. El 1907 fou president de la Reial Societat de Física i Química i el 1910 fou escollit senador del regne per la Universitat de Sevilla.

## Obres
- Vademécum-filoxérico (1880)
- Tratado elemental de física (1882 i 1890)
- La porcelana del amianto en los hospitales (1895)
- Ejercicios prácticos de Física (1901)